# Volby do Evropského parlamentu na Slovensku 2009
Volby do Evropského parlamentu 2009 na Slovensku proběhly v sobotu 6. června. Na základě výsledků voleb zasedne v Evropském parlamentu 13 slovenských poslanců s mandátem do roku 2014. 
Volby poznamenala nízká účast, která se pohybovala těsně pod 20 %. Nejvyšší byla v oblastech západu země a v hlavním městě Bratislavě. Výsledek voleb byl odrazem popularity jednotlivých politických stran; zvítězili sociální demokraté SMER-SD, druhými byla SDKÚ.

## Výsledky voleb
| Strana                                                         | Frakce v EP | Hlasy   | v %    | Mandáty |
| -------------------------------------------------------------- | ----------- | ------- | ------ | ------- |
| SMER - sociálna demokracia                                     | S&D         | 264 722 | 32,01  | 5       |
| Slovenská demokratická a kresťanská únia - Demokratická strana | EPP         | 140 426 | 16,98  | 2       |
| Strana maďarskej koalície - Magyar Koalíció Pártja             | EPP         | 93 750  | 11,33  | 2       |
| Kresťanskodemokratické hnutie                                  | EPP         | 89 905  | 10,87  | 2       |
| Ľudová strana - Hnutie za demokratické Slovensko               | ALDE        | 74 241  | 8,97   | 1       |
| Slovenská národná strana                                       |             | 45 960  | 5,55   | 1       |
| Sloboda a Solidarita                                           |             | 39 016  | 4,71   | -       |
| Celkem                                                         |             | 826 782 | 100,00 | 13      |

Štatistický úrad Slovenskej republiky - Definitívne výsledky